# Петар фон дер Пален
Петар Лудвиг Алексејевич фон дер Пален (рус. Пётр-Людвиг Алексеевич фон дер Пален, њем. Peter Ludwig von der Pahlen; Курландија, 17. јул 1745 — Курландија, 13. фебруар 1826) био је руски војсковођа, генерал коњице, гроф, војни губернатор Санкт Петербурга, велики канцелар Малтешког крста, војни инспектор, главни директор пошта, члан Колегијума иностраних послова.
Био је главни завјереник у убиству императора Павла I Петровича (1801).

## Биографија
Гроф Пален је био поријеклом из прибалтичке племићке породице, отац му је био барон Арендт Дитрих Пален (1707—1753). Родио се 17. јула 1745. године. Од 1760. служио је у коњичкој гарди, учествовао у руско-турским ратовима. Био је рањен код Бендераха и награђен је 1. новембра 1770. Орденом Светог Георгија четвртог степена.
За вријеме другог Руско-турског рата истакао се у бици код Очакова, а 14. априла 1789. добио је Орден Светог Георгија трећег степена.
Од 1792. био је управник Ришког намесништва, водио је преговоре о припајању Курландије, Семигалије и Пиљтенског округа Русији. Од 1795. био је генерал-губернатор Курландске губерније.
Император Павле га је 3. децембра 1796. именовао за шефа Ришког кирасирског пука који се налазио у Риги, но ускоро је постао један од првих који се нашао у сукобу са ватреним кнезом П. А. Зубовим. У јануару 1797. био је одстрањен од дужности губернатора, а 26. фебруара био је одстрањен од дужности шефа Ришког кирасирског пука и искључен из службе. Међутим, поново је примљен у службу и именован је за инспектора коњице и за командира Коњичког пука тјелесне гарде. Брзо је придобио повјерење императора.
Имајући неограничену милост цара Павла, у сљедеће три године (1798—1801) био је именован за војног губернатора Санкт Петербурга, за начелника остијских губернија и за инспектора шест војних инспекција. Био је велики канцелар Малтешког реда, главни директор пошта, члан савјета и Колегијума иностраних послова.
У вријеме док је Пален обављао дужност петербуршког војног губернатора (1798—1801) донесен је Статут престоног града Санкт Петербурга (1798). Завршена је градња Михајловског замка и зграде Морског кадетског корпуса, а саграђени су кипови П. А. Румјанцеву и А. В. Суворову на Марсовом пољу. Основана је руско-америчка компанија ради снабдијевања руских америчких колонија.
У августу 1800. био је отпуштен са дужности војног губернатора (био је именован за команданта јединице у рату), али је 21. октобра поново био именован за војног губернатора престонице и добио је грофовску титулу. Пошто је сматрао свој положај недодирљивим, ушао је у завјеру против императора Павла. Заједно са П. А. Зубовим постао је један од руководилаца и организатора завере. Добио је на превару од императора Павла писмено наређење за хапшење насљедника престола и показао га је престолонасљеднику Александру Павловичу како би добио његову подршку у завјери. Присуствовао је приликом убиства Павла у ноћи 12. марта 1801. године.
После убиства Павла имао је велики утицај на Александра и постао је прво лице у држави. Међутим, постао је непријатељ императорке удовице Марије Фјодоровне због убиства њеног мужа. Дана 1. априла 1801. био је отпуштен из службе и протјеран на своје имање у Курландију. Умро је 13. фебруара 1826. у Митави.